# Privação sensorial

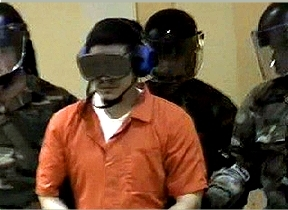
Prisioneiro americano Jose Padilla

Privação sensorial ou isolamento de percepção é a redução ou remoção deliberada de estímulos de um ou mais sentidos. Dispositivos simples como vendas para olhos ou protetores acústicos podem eliminar sinais auditivos e acústicos, enquanto outros dispositivos mais complexos podem eliminar o sentido do olfato, toque, sabor, térmico e "gravitacional". Este método tem sido utilizado em várias medicinas alternativas e em experimentos psicológicos, como, por exemplo, em um "tanque de isolamento".
Um experimento que se utiliza da privação sensorial é o efeito Ganzfeld, no qual é necessário garantir que o indivíduo a ser testado deve estar livre de quaisquer interferências externas que comprometam a qualidade dos resultados.

## Pesquisas em privação sensorial

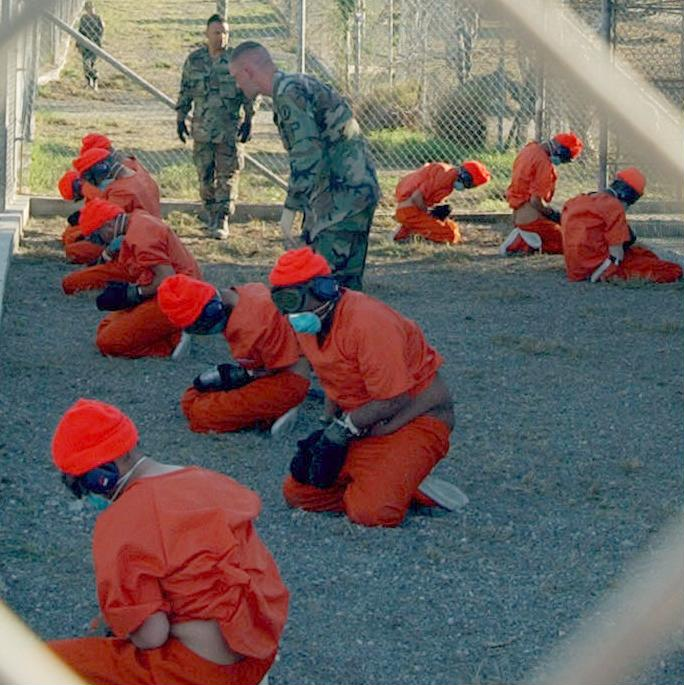
Prisioneiros na Base Naval de Guantanamo - uso de Privação sensorial (2006)

O nome de Donald O. Hebb está ligado às pesquisas psicológicas que determinaram os efeitos do uso de privação sensorial e outros métodos que mais tarde vieram a fazer parte das técnicas de tortura desenvolvidas sob supervisão da CIA. Como Ewen Cameron, Hebb está também ligado à Universidade McGill, no Canadá. Os resultados das pesquisas de Donald Hebb aparecem mais tarde como no caso das fotos de prisioneiros encapuzados, com óculos escurecidos e luvas grossas, ou em posições bizarras, na Prisão americana de Guantánamo e Prisão de Abu Ghraib sob comando americano. Dos estudos de Hebb resultaram tais técnicas vistas como tortura. Hebb é visto como o precursor dos estudos que foram feitos no infame Projeto MKULTRA, na Universidade McGill, Canadá.
Naomi Klein afirma em seu livro A Doutrina do Choque: a Ascensão do Capitalismo de Desastre de que a pesquisa de Ewen Cameron no Instituto Allan Memorial e sua contribuição para o MKULTRA não eram sobre o controle da mente e lavagem cerebral, mas sim "como criar um sistema de base científica para a extração de informações de "diante de resistência". Ou seja, como criar técnicas eficazes de quebrar a resistência de um individuo - isto é, "como aprimorar técnicas de tortura".
Ela cita o pesquisador e historiador Alfred W. McCoy: "Com seus excessos bizarros, as experiências de Cameron, com base no avanço anterior de Donald O. Hebb, lançaram as bases científicas para dois estágios de método de tortura psicológica da CIA, afirma Alfred W. McCoy.
Donald Hebb, falando em um simpósio na Universidade de Harvard sobre privação sensorial em junho de 1958, comentou:
O trabalho que temos feito na Universidade McGill começou, na verdade, com o problema da lavagem cerebral. Nós não fomos autorizados a dizê-lo na primeira publicação... "Lavagem cerebral" foi um termo que veio um pouco mais tarde, aplicado a procedimentos chineses. Nós não sabíamos quais os procedimentos russos, mas parecia que eles estavam produzindo algumas mudanças peculiares de atitude. Como? Um fator foi possível: o isolamento de percepção. E nos concentramos nisso.

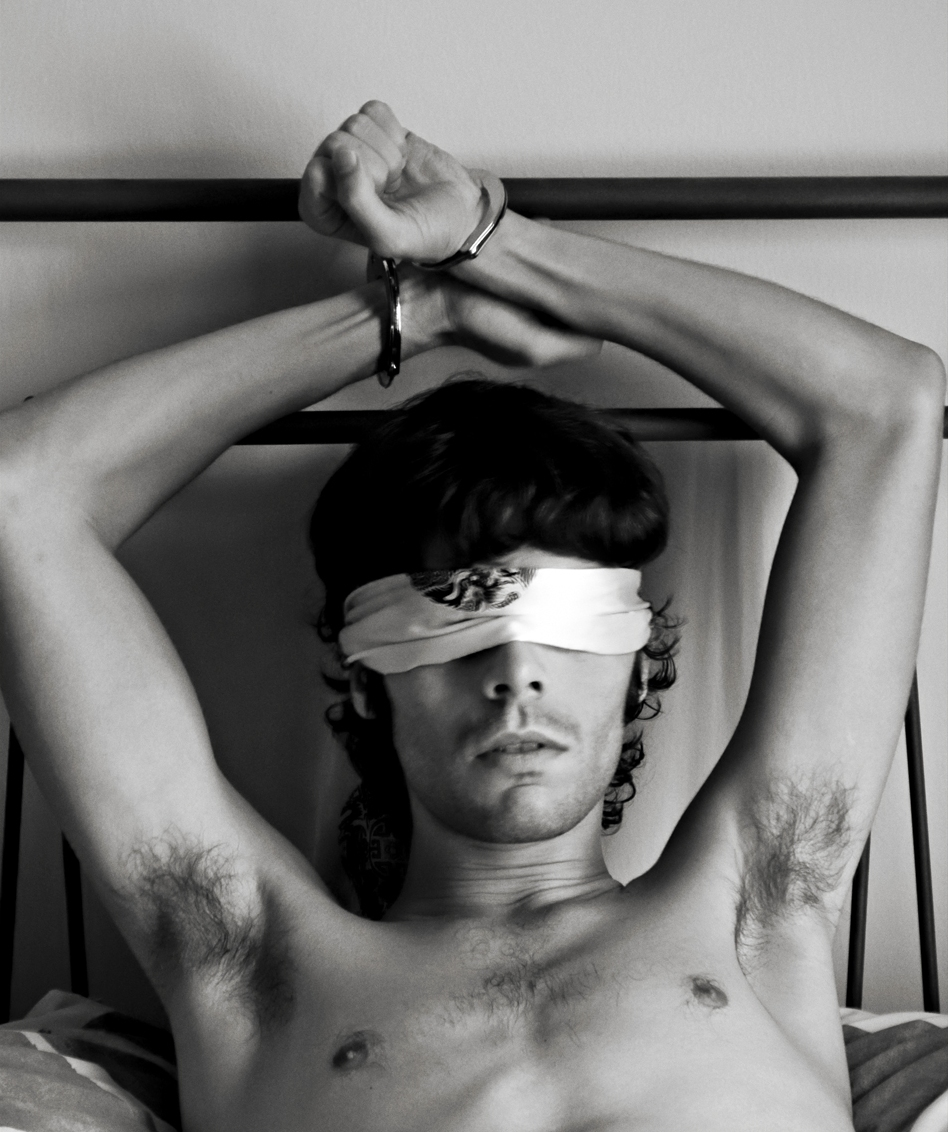
Homem vendado e algemado na cama.

## Privação sensorial no sexo
A limitação ou total privação temporária de algum dos sentidos é comumente usada em práticas sexuais associadas ao BDSM, especialmente o bondage. Esse tipo de prática às vezes é chamado de sensory play e tem como objetivo limitar temporariamente algum dos sentidos para fazer com que os outros sentidos sejam mais intensificados, devido ao processo de neuroplasticidade do cérebro.
Vendar os olhos é o tipo mais comum de privação sensorial no sexo. Fones de ouvido podem ser usados para limitar a audição do submisso. O tato geralmente é o sentido que é mais intensificado durante essas práticas, mas ele também pode ser limitado ao colocar barreiras sobre a pele, como no fetiche da mumificação. Olfato e paladar também são sentidos que geralmente são intensificados ao invés de limitados durante práticas de privação sensorial.